# Warszewiczia coccinea
Warszewiczia coccinea är en måreväxtart som först beskrevs av Vahl, och fick sitt nu gällande namn av Johann Friedrich Klotzsch. Warszewiczia coccinea ingår i släktet Warszewiczia och familjen måreväxter. Inga underarter finns listade i Catalogue of Life.